# 謹賀新年
| ウィキペディアには「謹賀新年」という見出しの百科事典記事はありません（タイトルに「謹賀新年」を含むページの一覧/「謹賀新年」で始まるページの一覧）。 代わりにウィクショナリーのページ「謹賀新年」が役に立つかもしれません。 |